# Чепура блакитна
Чепура блакитна (Egretta caerulea) — вид птахів родини чаплевих (Ardeidae).

## Поширення
Чепура блакитна живе поширена на сході США, у Центральній Америці, островах Карибського моря та вздовж узбережжя Південної Америки до Перу й Уругваю. Гніздиться в субтропічних і тропічних болотах з мангровою рослинністю, водно-болотних угіддях і морських приливних солончаках.

## Опис
Довжина птахів досягає 60 сантиметрів, розмах крил — один метр, вага — 325 г. Це чаплі середнього розміру з довгою шиєю та довгим загостреним синім або сірим дзьобом із чорним кінчиком. Дорослі птахи мають синьо-сіре забарвлення оперення. Лапи і ступні темно-сині. Під час розмноження голова і шия стають фіолетовими. Крім того, на голові ростуть довші декоративні пір'я, чорніють гомілки і ступні. Молоді особини білі з жовтими ногами. З дорослішанням вони стають синішими.

## Спосіб життя
Харчується рибою, ракоподібними та комахами, яких вона вистежує на мілководді або сідає на гілку на березі. Гніздиться колоніями, часто з іншими чаплями, на деревах або в кущах. Відкладають від 3 до 7 світло-блакитних яєць.